# José Andrés
José Ramón Andrés Puerta (Mieres, Asturias, 13 de julio de 1969), más conocido como José Andrés, es un cocinero español nacionalizado estadounidense en 2013.

## Biografía
Nacido en Mieres, con cinco años se trasladó con su familia a la provincia de Barcelona. Su infancia transcurrió en Santa Coloma de Cervelló.Con 12 años preparaba platos de cocina para toda su familia, y a los 15 entró en la Escuela de Restauración y Hostelería de Barcelona. Compaginó los estudios con el aprendizaje en El Bulli, restaurante dirigido por  Ferran Adrià. 
Después de terminar sus estudios, con 21 años, decidió irse a Estados Unidos gracias a una oferta para trabajar en el restaurante Paradis Barcelona como cocinero y gran entendido en elaboración de gastronomía catalana. A principios de los 90 en Nueva York, Andrés trabajó en restaurantes como Paradis Barcelona, El Dorado Petit y El Cid, todos ellos cerrados unos años después. Entonces  se marchó a  Washington, donde sigue viviendo. Actualmente, supervisa varios restaurantes de gran prestigio y éxito en esa ciudad, los cuales tienen en común especialidades iberoamericanas en general y españolas en particular.
Su restaurante Jaleo fue el primero en introducir la cocina de tapas en Estados Unidos.[cita requerida]  José Andrés también supervisa las especialidades de Café Atlántico, inspiradas en la gastronomía de Hispanoamérica; de Zaytinya, de cocina griega-turca; de Oyamel, de cocina mexicana tradicional; y Minibar by José Andrés, de cocina de autor y en espacio reducido. 

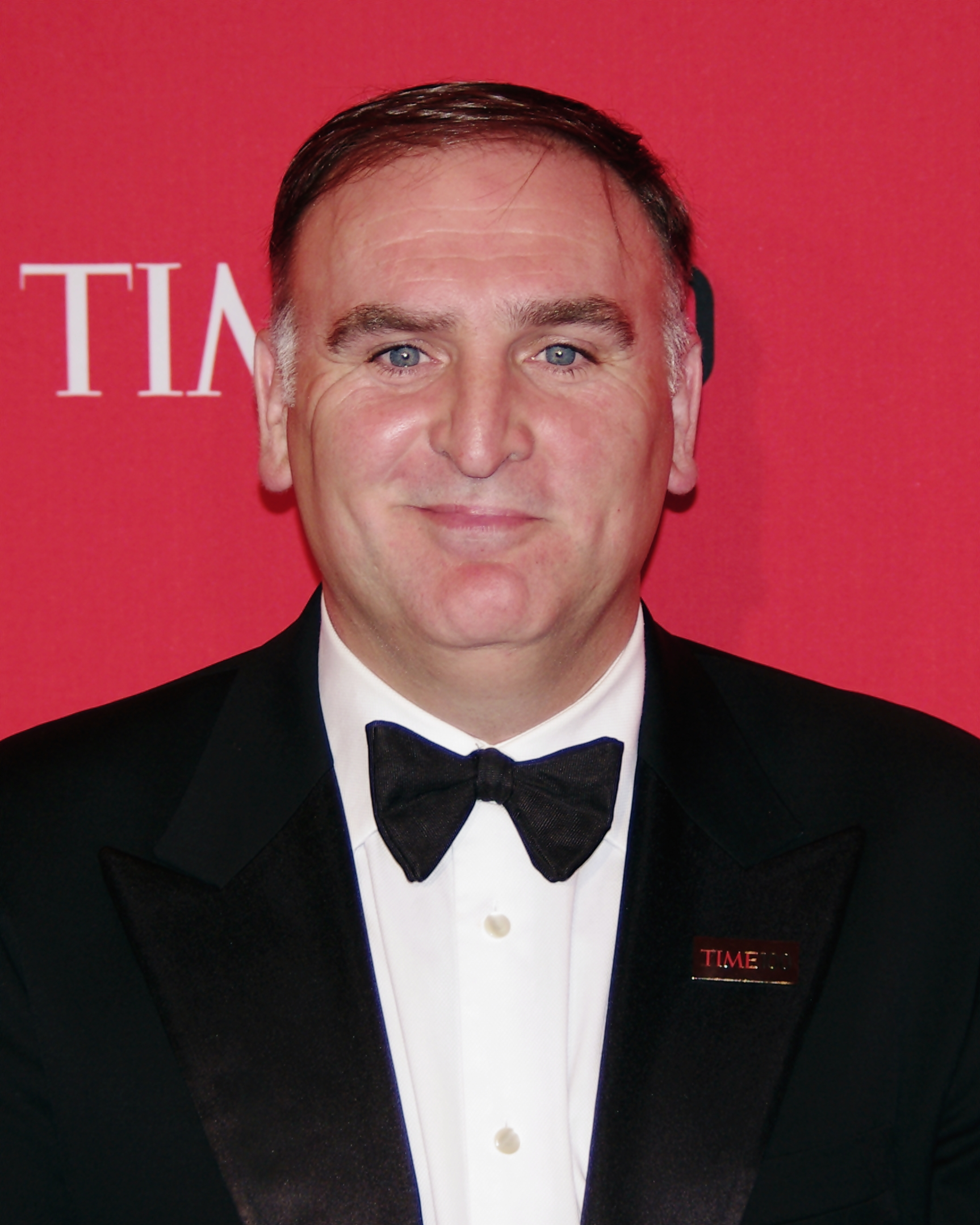
José Andrés en el evento de la lista Time de 2012

Entre 2005 y 2007 dirigió y presentó el programa semanal Vamos a cocinar en TVE. Y en 2007 publicó el libro de recetas, Vamos a cocinar (Bruguera, ISBN 9788408070368)
En 2010 fundó la ONG World Central Kitchen una organización no gubernamental sin ánimo de lucro dedicada al abastecimiento de comidas en todo el mundo después de desastres naturales. En noviembre de 2013 obtuvo la nacionalidad estadounidense, después de haber residido y trabajado en el país durante 23 años.
El 14 de marzo de 2019 se inauguró el Mercado Little Spain en Nueva York. José Andrés y los hermanos Adrià abrieron en Nueva York un espacio dedicado a la cocina española, un food hall de 3200 metros cuadrados. Sin embargo, el chef fue denunciado por una trabajadora al no retribuir las horas extra estipuladas por la ley. José Andrés reconoció los errores y las irregularidades en las retribuciones.
Pertenece a una lista donde están las cien personas más influyentes del mundo según la revista Time, que lo define como «un icono culinario, conocido por su labor innovadora y refinada».
En 2020 recibió el premio Basque Culinary World Prize, por la implicación social de su ONG World Central Kitchen durante la Pandemia de COVID-19, coordinando y movilizando a centenares de cocineros y voluntarios de todo el mundo para servir alrededor de 25 millones de comidas.
En enero de 2021 participó como invitado estrella en el programa de cocina Selena + Chef, presentado por la actriz y cantante Selena Gomez para la cadena HBO Max. Y en la misma plataforma de streaming, en 2022, protagonizó la serie documental José Andrés y familia en España. 

## Reconocimientos

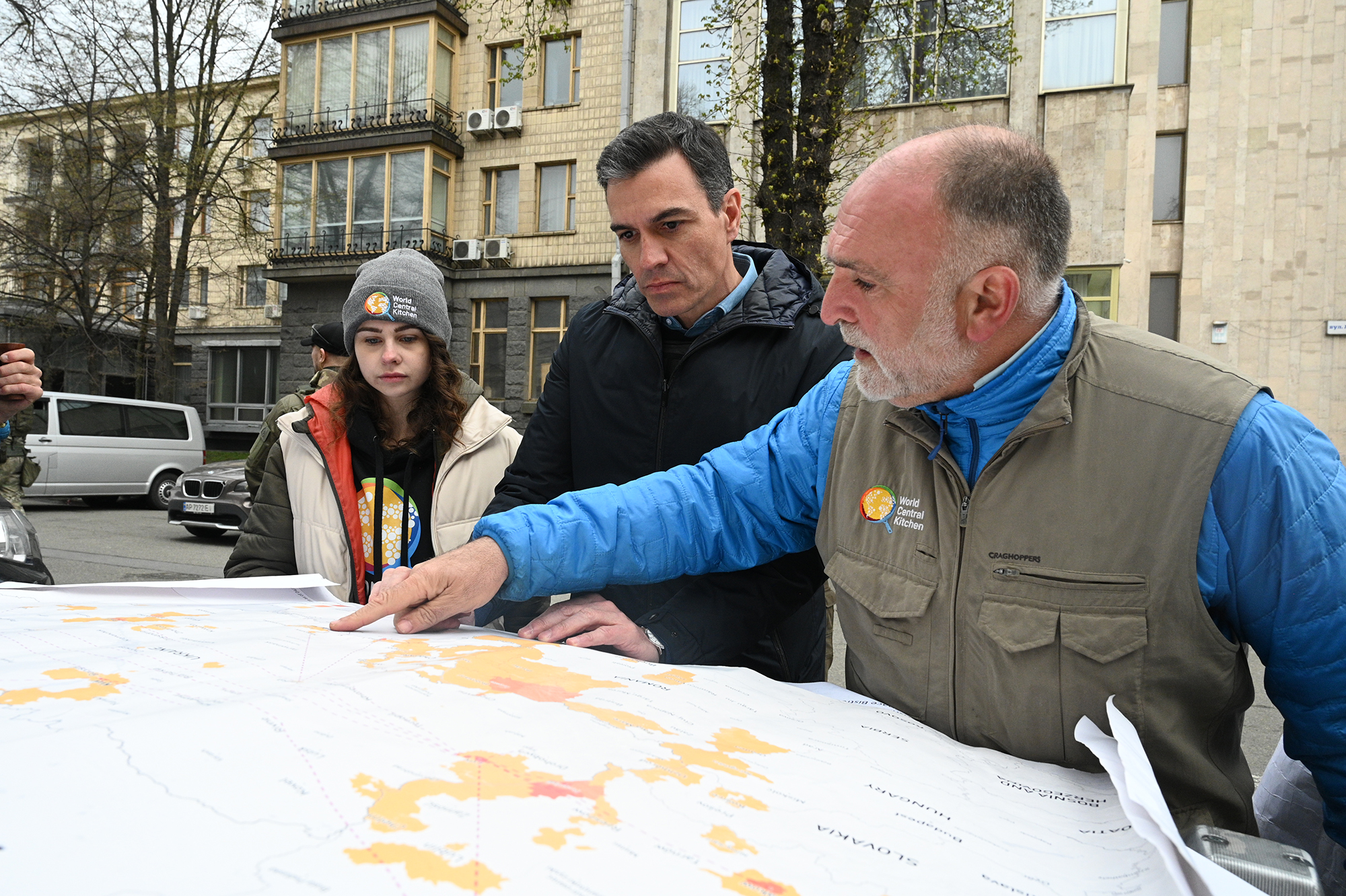
José Andrés junto al presidente del Gobierno de España Pedro Sánchez en Kiev, 2022

En noviembre de 2010, le fue concedida la Orden de las Artes y las Letras de España y en mayo de 2011 fue galardonado por la Fundación James Beard con el «Outstanding Chef Award».
En los años 2012 y 2018, la revista Time incluye al cocinero en su lista Time 100, que recoge a «las 100 personas más influyentes en el mundo».
En mayo de 2014 pronunció el discurso de graduación de la Universidad George Washington.
En 2015 el Gobierno de España le concedió la Medalla al Mérito Turístico a la Internacionalización.
En el año 2016 fue galardonado con dos estrellas Michelin en su apuesta más arriesgada MiniBar en Washington a través de la famosa guía roja, la Guía Michelin. Ese mismo año fue galardonado con la National Humanities Medal, de manos de Barack Obama.
En 2017, el Gobierno de España le concedió la Medalla de Oro al Mérito en las Bellas Artes.
En 2020 fue galardonado con el Premio de Solidaridad y Repercusión Internacional del Club Internacional de Prensa.
En 2021 fue reconocido con el Premio Princesa de Asturias de la Concordia por su labor al frente de la ONG World Central Kitchen. Posteriormente anunció la donación del dinero recibido con este galardón (50 000 €) por duplicado a los afectados por la erupción de Cumbre Vieja en La Palma.
En 2022 fue galardonado con el Premio Beato de Liébana de Entendimiento y Convivencia.
En 2024, la Armada española le concedió la Gran Cruz del Mérito Naval;y la Universidad Pública de Navarra le concedió el premio Jaime Brunet a la Promoción de los Derechos Humanos, a la ONG World Central Kitchen, en reconocimiento a la decidida actuación llevada a cabo en las crisis alimenticias de nuestro tiempo, aplicando un modelo de acción rápida, y proveyendo de alimentos en todo el mundo.
El 4 de enero de 2025 fue condecorado con la Medalla Presidencial de la Libertad, la máxima condecoración civil de Estados Unidos.